# Невронаука и сексуална ориентация
Понятието сексуална ориентация (още — полова ориентация) се отнася до трайните модели на емоционално, романтично и/или сексуално привличане към мъже, към жени или и към двата пола. Решаващите фактори и механизми за развитие на дадена сексуална ориентация у човека остават неизяснени напълно. Съществуват множество хипотези за причините човек да има определена сексуална ориентация, много от които са спекулативни и противоречиви. Напредъкът в невронауките обаче обяснява и илюстрира характеристики, свързани със сексуалната ориентация и половата идентичност. Различни изследвания имат за предмет структурните и функционални невронални и/или когнитивни корелати на сексуалната ориентация, както и теориите за развитието ѝ при хората.

## История
Още в края на 19 век британският лекар Хенри Хейвлък Елис пише монография върху хомосексуалността, озаглавена „Сексуалната инверсия“ (Sexual inversion). В нея той преосмисля това състояние не като проява на социално девиантно, криминално поведение, а като биологична аномалия, сравнима с далтонизма, която е извън свободния избор на човека и е непроменяема. Според него съществуват някакви генетични, конституционални и биологични фактори, които водят до „модификация на организма [така че] той да стане по-податлив и склонен от нормалния или обикновения организъм да изпитва сексуално привличане към същия пол“.
В началото на 20 век германският лекар-сексолог Магнус Хиршфелд пръв изказва хипотезата за съществуването на нервни центрове в мозъка, отговорни за привличането към мъже и жени. Той предполага, че в ембрионалното си развитие всички хора притежават два такива центъра, но впоследствие единият от тях се разраства и започва да доминира над другия, който регресира. Така според Хиршфелд се формира влечението към мъже и жени. Нещо повече — той вярвал, че „половите хормони“ (разбирани по онова време в много рудиментарен вид) и „генетични предразположения“ оформят процеса на развитие на влеченията.
С откриването на жлезите с вътрешна секреция, тяхната функция, както и различните хормони, на хомосексуалността започва да се гледа като на симптом на хормонален дисбаланс. В изследванията си върху човешката сексуалност Алфред Кинси доразвива хипотезата, като изказва мнението, че конституционални (физиологични) фактори играят роля в развитието на хомосексуалността, поради което тя е ранно установен, фиксиран, неподлежащ на модификация поведенчески модел, който става манифестен поради специфичен ранен опит.

## Пренатален андрогенен модел
Почти всички случаи на полов диморфизъм в мозъчните структури и поведението на гръбначните се дължат основно на гонадните стероидни андрогени. Един от механизмите, за които се смята, че лежат в основата на формирането на сексуалната ориентация, e именно мозъчната организация под влиянието на андрогените в пренаталния (преди раждането, т.е. в утробата) период.
Теорията за мозъчната организация в днешния си вид е формулирана от Чарлс Финикс, Уилям К. Йънг, Робърт Гой и Арнолд Герал през 1959 г. в тяхно изследване върху гвинейски прасета. Според теорията, щом се случи диференциацията на половите органи на мъжки или женски, следва диференциацията на мозъка, основно под влиянието на половите хормони върху развиващите се мозъчни клетки. Промените в мозъчните структури в резултат на това влияние, както и на поведенията, които тези структури обслужват, се наричат организационен ефект, тъй като са перманентни. Пак чрез хормоните, мозъчните зони, формирани в майчината утроба, по-късно се активират през пубертета.
Влиянието на стероидните хормони върху централната нервна система (ЦНС) се осъществява чрез вътреклетъчни рецептори, активиращи генна транскрипция. Тя води до промяна на броя на рецепторите за молекули на самите хормони и промяна на синтеза на медиаторните молекули. Доколкото синтезът на медиаторите и скоростта на разграждането им се определят от ензими, които са белтъчни молекули, активността на генната транскрипция под влиянието на стероидните хормони става регулаторна. Това е, което прави невростероидите организиращи фактори за невронните мрежи.
Тази парадигма на половата диференциация на мозъка доминира възгледите за церебралния диморфизъм през последните десетилетия. Изследването на Финикс и колеги поставя началото на нова ера в разбирането на половата диференциация на поведението и води до хиляди изследвания сред множество животински видове, показващи, че хормоналната дистрибуция в периода на ранното развитие влияе върху половата диференциация на поведението и на репродуктивната анатомия и функциониране.
В изследването си Финикс и колеги подлагат женски и мъжки прасета на изкуствена аномалия в нивата на тестостерон по време на развитието им в майчината утроба. Установяват, че женските прасета, изложени на по-високи нива на тестостерон в пренаталното си развитие, проявяват много по-голяма тенденция да възкачват други прасета в зряла възраст (копулативна поза, характерна за мъжките), и много по-рядко проявяват лордоза (характерна за женските по време на полов акт, тъй като улеснява коитуса), когато биват възкачвани. Противоположното поведение се наблюдава у мъжки, лишавани от обичайните нива на тестостерон в пренаталния период — те по-често проявяват характерно женско, рецептивно сексуално поведение с лордоза, и по-рядко характерно мъжко, пенетративно сексуално поведение, възкачвайки женски.
Въз основа на знанието ни, че половата диференциация на репродуктивното поведение при животните и неговата ориентация се контролират от действието на стероидите по време на ембрионалното развитие (високите нива на тестостерон маскулинизират и вероятно дефеминизират мъжките индивиди при животните), германският ендокринолог Гюнтер Дьорнер създава теория за етиологията на хомосексуалността, основана на хормоналното ембрионнално впечатване (импринтинг). Според него ембрионите, които в зряла възраст се оказват хомосексуални, са изложени на атипична полова диференциация тъкмо поради наличието на необичайно ниска концентрация на тестостерона при момчетата или твърде висока при момичетата. Смята се, че различията в мозъчните структури, предизвикани от организационните ефекти на андрогените в пренаталния период, са главна причина за половите различия в широк спектър от поведения, като половата роля (поведение на мъж или на жена в обществото), половата идентичност (чувството за принадлежност към единия или към другия пол), сексуалната ориентация, както и половите различия в когницията, агресивното поведение и организацията на езика. Критиците на тази теория посочват, че ако е така, то гениталиите на тези индивиди също трябва да са деформирани, тъй като те също се формират под влиянието на тези процеси. Доколкото обаче половата диференциация на гениталиите се случва много по-рано по време на бременността (първите два месеца), а половата диференциация на мозъка започва едва през втората ѝ половина, тези два процеса могат да бъдат повлияни независимо един от друг. Същият механизъм вероятно стои и зад формирането на транссексуалността, т.е. хора с един телесен пол, но друг психичен пол.
Няма доказателства, че обкръжаващата социална среда или ефекти от заучаване са отговорни за развитието на нетипична сексуална ориентация (бисексуалност, хомосексуалност).
В същото време теорията за мозъчната организация като полово диференцирана е обект на критични оценки.
Поведенческите ефекти на пренаталните хормони не могат да се изследват експериментално при хора по етични съображения. Поради това, за да проверят връзката на пренаталните хормони със сексуалната ориентация в зряла възраст, учените изследват различни анатомични и функционални „прокси маркери“. Това са соматични характеристики, за които е известно, че се повлияват от пренаталните хормони. Сравняването на тези маркери при нехетеросексуални и хетеросексуални хора може да очертае различни тенденции в пренаталното развитие на двете групи.

## Доказателства за пренаталния андрогенен модел
Съществуват логистични трудности за обезпечаването на теорията за хормоналното ембрионално впечатване с доказателства. В научния метод твърденията за каузалност (причинно-следствена връзка) се основават на провеждането на експерименти. Не всяка хипотеза обаче е подходяща за експериментална проверка. Това е така, тъй като при експериментирането изследователят променя определени променливи, които не винаги биха могли да се възстановят в първоначалното си състояние. Тъй като проверката на хипотезата за организацията на мозъчните структури като каузално свързана със сексуалната ориентация на човека изисква промяна на мозъчни структури, която би била необратима, провеждането на такива експерименти с хора се счита за неетично и неприложимо. Въпреки това съществуват два типа доказателства, силно подкрепящи твърдението, че организоционните ефекти на хормоните по време на ембрионалното развитие допринасят значително за детерминизма на сексуалната ориентация при човека.
Първо, редица клинични състояния са асоциирани с ясни ендокринни промени по време на вътреутробното развитие и редица изследвания свидетелстват за повишено разпространение на хомосексуалността сред засегнатите от такива промени, както прогнозира организационната теория.
Второ, множество изследвания показват, че при гей мъжете и лесбийките са налице редица поведенчески, физиологични и дори морфологични характеристики, за които се знае, че са полово диференцирани, и които при тях се различават значително от същите при хетеросексуални индивиди от същия пол. Тъй като за много от тези характеристики е известно, че при животните са контролирани от излагането на ембриона на различни нива полови стероиди, тези атипични характеристики предполагат, че средно взето хомосексуалните индивиди не са били напълно полово организирани под влиянието на половите стероиди по време на ранното си развитие по начин, който да кореспондира с гонадния им пол.
Следва резюме на тези два типа доказателства.

### Анализи на клинични случаи
Въпреки невъзможността за експериментална проверка на каузалната връзка между нивата на половите стероиди по време на ембрионалното развитие и сексуалната ориентация в зряла възраст, съществуват естествено възникващи ситуации, които повлияват нужните променливи без преднамерена и целенасочена човешка намеса. Много данни могат да бъдат добити от изучаване на поведението на животни или хора, страдащи от определени увреждания или аномалии, напр. генетични заболявания или аномалии, тумори, съдови инсулти, травми, и др.

#### Вродената хиперплазия на надбъбречните жлези
Вродената хиперплазия на надбъбречните жлези (ХНЖ; по-рано наричана андрогенитално разстройство; МКБ-10 код E25.0) е рядко генетично разстройство, което засяга ензимите (често 17α- или 21-хидроксилаза), участващи в синтеза на кортизол. Надбъбречни жлези имат и мъжете и жените, като и в двата случая произвеждат освен всичко друго и андрогени, обичайно в по-малки количества, отколкото тестисите при мъжете. Хиперплазията представлява наднормено разрастване на надбъбречните жлези, което води и до необичайно свръхпроизводство на андрогени при засегнатите ембриони. Така при индивиди с генетично обусловен женски пол, по време на ембрионалното развитие се развиват гениталии повече или по-малко мъжки тип. Индивидите с генетично обусловен мъжки пол остават относително незасегнати. При най-засегнатите индивиди с женски генетичен пол са налице напълно развити мъжки гениталии с размери, съответни на тези на бебета с мъжки генетичен пол. Тестиси, разбира се, не са налични, а вътрешните репродуктивни органи са женски. Момичетата с ХНЖ проявяват в детството си маскулинизация на определени характерови черти, като предпочитание към играчки, типично предпочитани от момчетата; характера на рисунките, които правят; по-рядко желаят да станат майки, когато пораснат; и др. Проявяват и висока, типична за мъжете физическа активност. Тези черти се проявяват въпреки че момичетата с ХНЖ биват отглеждани като момичета, което, теоретично, би трябвало да действа в посока противоположна на маскулинизацията, но на практика това не се случва; тези черти са факт постнатално, въпреки моделите на отглеждане и възпитание.
Множество изследвания констатират, че момичета с ХНЖ по-често са бисексуални или хомосексуални. Фактът, че преваленстността на нехетеросексуалните индивиди е по-висока при жените с ХНЖ, показва, че съществува каузална връзка между пренаталните хормони и сексуалната ориентация. Фактът, че само част, а не всички момичета с ХНЖ са нехетеросексуални, предполага, че пренаталните хормони не определят изцяло сексуалната ориентация, а я повлияват частично; или алтернативно — че може да е от значение точният момент от развитието на ембриона, в който той е бил подложен на атипичните нива андрогени.

#### Ефект на диетилстилбестрола (ДЕС) при бременни жени
Друга група, подложена на влиянието на абнормени хормонални равнища по време на вътреутробното развитие, са децата на жени, третирани със синтетичния хормон диетилстилбестрол (или ДЕС). Между 1939 и 1960 г. на около 2 млн. бременни жени с предишни спонтанни аборти са предписвани този и други синтетични естрогени в САЩ и Европа, чиято цел била да се преодолее недостигът на плацентни хормони, нужни за поддържането на бременността до термина. Оказва се обаче, че ДЕС не само че не е ефективен в тази си задача, но и има редица странични ефекти, сред които са повишеният риск от рак при дъщерите на приемалите хормона майки, както и маскулинизация на репродуктивната функция и поведение.
Няколко изследвания показват, че момичета изложени на ДЕС преди раждането си по-често се оказват би- или хомосексуални. Първото такова изследване дава данни за разпространение в размер на 24% от изследваната популация, което е около десет пъти над очакваната норма. В контролната група нямало нито една хомосексуална жена. Макар че респондентите в изследването са едва 30 жени, дъщери на майки третирани с ДЕС, 12 от изследваните лица имали сестри, които не са износени по време, когато майката е третирана с хормона. Резултатите ясно показват повишена превалентност сред жените, пренатално изложени на ефектите от ДЕС: 5/12 срещу 1/12 жени. Друго изследване също отчита по-голяма честота на свързани с хомосексуалността маркери — идеи за мастурбация с други жени, сънища, привличане, връзки. Тези резултати не са репликирани в най-голямото дотогава лонгитюдно изследване върху 4000 жени, които пренатално са били изложени на ДЕС. Това изследване обаче измерва само сексуалната активност, не и другите аспекти на сексуалността (фантазии, сънища) при това чрез скалата на Кинси, а не дихотомната скала на наличие/отсъствие на еднополова връзка.

### Полови различия извън сексуалната активност

#### Периферни морфологични различия

##### Съотношение между втори и четвърти пръст на ръката (П2:П4)
Един от анатомичните белези, сочещи особени нива на андрогените в пренаталното развитие на индивида, е дължината на пръстите и по-точно съотношението между дължините им. Изглежда, че най-информативен в това отношение е показалецът (П2), чието съотношение спрямо другите пръсти е по-малко при мъжете, отколкото при жените. Обичайният начин за измерване е разделянето на дължината на показалеца (П2) на дължината на безименния (П4). Така цифрата от делението П2:П4 средно взето е по-малка при мъжете, в сравнение с жените. Освен това тази тенденция се проявява предимно в дясната ръка. Това полово различие съществува още пренатално, но става визуално забележимо през първите години от постнаталния (след раждането) живот.
За първи път съотношението П2:П4 е предложено като маркер за пренаталните хормони през 1998 г. от британските биолози Джон Манинг, Даян Скът, Дж. Уилсън и Дейвид Айуан Луис-Джоунс. От тогава до 2006 г. има над 100 публикувани доклади от научни изследвания на тази тема.
Няколко вида доказателства сочат това, че съотношението П2:П4 се повлиява от пренаталните андрогени, което означава, че ако пренаталната хипотеза е вярна, хомосексуалните и хетеросексуалните хора трябва да се различават в това съотношение. Сред тях е наблюдението, че пациенти, изложени на високи андрогенни нива пренатално (като пациентите с конгенитална адренална хиперплазия) са с по-ниско съотношение П2:П4. Друг пример са лицата с XY хромозома, които имат синдром на андрогенна резистентност поради нефункционален ген, водещ до малфункция на андрогенните рецептори. Поради тази малфункция по време на зародишното си развитие те са изложени на по-ниски количества тестостерон дори от жените. Произведеният в техните тестиси тестостерон няма ефект върху тъканите, към които нормално е насочено неговото въздействие. При раждането си тези индивиди са с женски гениталии, през пубертета у тях се появява бюст и присъщи за жените форми. Тези пациенти имат характерно за жени съотношение на П2:П4, като това не е свързано само по себе си с Y хромозомата. Демонстрирано е също така, че съотношението П2:П4 се влияе от вариации в гена, отговорен за андрогенните рецептори.
Седем от десет проведени изследвания показват, че хомосексуалните жени имат маскулинизирани (по-ниски) съотношения П2:П4. Това е потвърдено при допълнителен статистически анализ. При хомосексуалните мъже данните показват, че те имат или хипермаскулинизирани съотношения (по-високи от тези на хетеросексуалните мъже), или по-феминизирани (по-ниски) от хетеросексуалните мъже. Тези данни не само подкрепят пренаталния андрогенен модел, но и показват, че хомосексуалността е част от „пакет“ полово атипични черти с обща етиология.

#### Физиологични различия

##### Слухови механизми
Изследвания върху слуховите механизми също показват хипермаскулинизация при хомосексуалните, в сравнение с хетеросексуалните индивиди.
Отоакустични емисии
Отоакустичните емисии (ОАЕ) са звуци, получени или спонтанно, или предизвикани в кохлеата. Установено е, че ОАЕ са по-често срещани при жените, отколкото при мъжете, и предимно в дясното ухо, като това е наблюдавано при бебета, деца и възрастни. Известно е, че ОАЕ се влияят от пренаталните андрогени, благодарение на откритието, че при жени с близнак от мъжки пол се наблюдава маскулинизация на моделите на ОАЕ. Два изследователски доклада съобщават за по-малобройни и слаби ОАЕ при хомосексуалните и бисексуалните жени в сравнение с хетеросексуалните. При хомосексуални мъже обаче липсват такива наблюдения.
Слухови евокирани потенциали и реакция при сплашване
Макар че между хомосексуалните и хетеросексуалните мъже няма разлика по отношение на слуховите механизми в периферията, има такива централно. Това е установено при изследване на слуховите евокирани потенциали (СЕП) или евокирани акустични потенциали — биоелектрични потенциали в мозъка, които се регистрират с електроди и се провокират чрез щракащ звук. С други думи СЕП представляват индуцирани от мозъка електрически реакции на кратки звукови стимули. Измерването им при 5 от 19 СЕП показва, че хомосексуалните жени дават маскулинизиран отговор, а хомосексуалните мъже демонстрират хипермаскулинизирани черти.

## Причини за ендокринните различия в ембрионалното развитие

### Ефект на по-големите братя
Още от началото на 20 век освен самите хомосексуални хора обект на изследване в търсене на етиологията на хомосексуалността са и техните семейства. В частност са изследвани въпросите дали при хомосексуалните няма различие в дела на броя братя или сестри от съответния противоположен пол, поредността на раждане на детето в семейството, както и възрастта на родителите при раждането на детето. Макар много от тези изследвания да са показвали обещаващи данни, десетилетия наред нито едно не е репликирано по достатъчно убедителен начин, за да послужи за извеждане на изводи.
През 50-те години на 20 век британският психиатър Елиът Слейтър, един от пионерите в областта на генетиката на психичните разстройства, провежда количествени изследвания върху поредността на раждане и сексуалната ориентация. Изследванията му проведени в болница „Модсли“ установяват, че средно взето хомосексуалните мъже се раждат по-късно като поредност, в сравнение със свои по-големи братя. Въпреки че тези резултати са репликирани, откритието не предизвиква особен научен интерес през следващите три десетилетия, вероятно поради методологически недостатъци в изследванията.
Първоначално Слейтър оформя хипотезата, че „взаимни сексуални игри с брат през време на детството може да имат предразполагащ ефект“ към хомосексуалността и тъй като той е по-силен при по-малките, отколкото при по-големите момчета, това може да е причината за тенденцията към хомосексуалност у по-малките братя. Маккълох и Уадингтън обаче изказват хипотезата, че мъжкият ембрион провокира реакция от страна на имунната система на майката и тази реакция повлиява половата диференциация на по-късно заченатите мъжки ембриони.
Днес е установено, че съществува подлежаща на лесно възпроизвеждане корелация между броя по-големи братя на даден мъж и вероятността той да е хомосексуален — хомосексуалните мъже имат по-често и повече на брой по-големи братя. Това откритие е довело да развиването на теорията за ефекта на по-големите братя.
Косвени белези за влиянието на имунната система на майката върху плода във връзка със сексуалната ориентация на детето също подкрепят валидността на хипотезата за ефект на по-големите братя. Така например хомосексуалните, сравнени с хетеросексуалните, имат по-ниско тегло при раждане, което предполага наличието на влияние от страна на имунен отговор на тялото на майката. Същият механизъм вероятно е свързан и с динамиката на кросполовото поведение и идентичност.

### На български език
- Кентауиц, Б. Х., Родигър ІІІ, Х. Л., и Елмс, Д. Дж. (2011). Експериментална психология. София: Изд. „Изток-Запад“. ISBN 978-954-321-792-2
- Мавлов, Л., и Боянова, В. (2007). Анатомия и физиология на човека. София: Рекламно-издателска агенция Алтея. ISBN 978-954-750-013-6
- Мондаймър, Ф. М. (2002). Истината за хомосексуалността. София: Изд. „Планета-3“. ISBN 954-9926-78-8
- Пирьова, Б. (2008). Невробиологични основи на детското развитие. София: Издателство на Нов български университет. ISBN 978-954-535-481-6
- Пирьова, Б. (2011). Невробиологични основи на човешкото поведение. София: Издателство на Нов български университет. ISBN 978-954-535-646-9

### На английски език
- American Psychological Association. (2008). Answers to your questions: For a better understanding of sexual orientation and homosexuality. Washington, DC: Author. Посетен на 02.09.2012.
- Balthazart, J. (2012). Brain development and sexual orientation. San Rafael, Calif: Morgan & Claypool Life Sciences. ISBN 978-1-61504-458-0 // DOI:10.2200/C00064ED1V01Y201208DBR008
- Berenbaum, S. A., et al. (2009). Fingers as a marker of prenatal androgen exposure. Endocrinology, 150(11), pp. 5119–24. DOI:10.1210/en.2009-0774
- Berenbaum, S. A., & Beltz, A. M. (2011). Sexual differentiation of human behavior: Effects of prenatal and pubertal organizational hormones. Frontiers in Neuroendocrinology, 32, pp. 183–200. DOI:10.1016/j.yfrne.2011.03.001
- Blanchard, R., & Sheridan, P. M. (1992). Sibship size, sibling sex ratio, birth order, and parental age in homosexual and nonhomosexual gender dysphorics. The Journal of nervous and mental disease, 180(1), 40-47. DOI:10.1097/00005053-199201000-00009
- Bogaert, A. F. (2006). Biological versus nonbiological older brothers and men's sexual orientation. Proceedings of the National Academy of Sciences of the United States of America 103(28), pp. 10771–4. DOI:10.1073/pnas.0511152103
- Brown et al. (2002). Masculinized Finger Length Patterns in Human Males and Females with Congenital Adrenal Hyperplasia. Hormones and Behavior, 42, pp. 380–386. DOI:10.1006/hbeh.2002.1830
- Byne, W., and Parsons, B. (1993). Human Sexual Orientation: The Biologic Theories Reappraised. Archives of General Psychiatry 50(3), pp. 228–239. DOI:10.1001/archpsyc.1993.01820150078009
- Clarke, V., Ellis, S. J., Peel, E., & Riggs, D. W. (2010). Lesbian, Gay, Bisexual, Trans and Queer Psychology. An Introduction. New York: Cambridge University Press. ISBN 978-0-521-87666-7
- Ehrhardt, A. A., et al. (1985). Sexual orientation after prenatal exposure to exogenous estrogen. Archives of Sexual Behavior, 14, pp. 57–77. DOI:10.1007/BF01541353
- Fausto-Sterling, A. (1985). Myths of gender: biological theories about women and men. New York: Basic Books. ISBN 978-0-465-04790-1
- Fine, C. (2010). Delusions of Gender: How Our Minds, Society and Neurosexism Create a Difference. New York: W.W. Norton Company. ISBN 978-0-393-06838-2
- Hare, E. H., & Moran, P. A. (1979). Parental age and birth order in homosexual patients: a replication of Slater's study. The British Journal of Psychiatry, 134(2), 178-182. DOI:10.1192/bjp.134.2.178
- Hines, M. (2003). Sex steroids and human behavior: prenatal androgen exposure and sex-typical play behavior in children. Annals of the New York Academy of Sciences, 1007, pp. 272–82. DOI:10.1196/annals.1286.026
- Hines, M. (2011). Prenatal endocrine influences on sexual orientation and on sexually differentiated childhood behavior. Frontiers in Neuroendocrinology, 32, pp. 170–82. DOI:10.1016/j.yfrne.2011.02.006
- Jones, M. B., & Blanchard, R. (1998). Birth order and male homosexuality: Extension of Slater's index. Human Biology, 70(4), pp. 775-787.
- Jordan-Young, R. M. (2010). Brain storm: the flaws in the science of sex differences. Cambridge, MA: Harvard University Press. ISBN 978-0-674-05730-2
- LeVay, S. (2011). Gay, straight, and the reason why: the science of sexual orientation. New York: Oxford University Press, Inc. ISBN 978-0-19-973767-3
- LeVay, S., Valente, S. M. (2003). Human Sexuality. Sunderland: Sinauer Associates, Inc. ISBN 0-87893-454-5
- Lippa, R. A. (2003). Are 2D:4D finger-length ratios related to sexual orientation? Yes for men, no for women. Journal of Personality and Social Psychology, 85(1), pp. 179-188. DOI:10.1037/0022-3514.85.1.179
- Loehlin, J. C., Medland, S. E. & Martin, N. G. (2009). Relative finger lengths, sex differences, and psychological traits. Archives of Sexual Behavior, 38(2), pp. 298–305. DOI:10.1007/s10508-007-9303-z
- MacCulloch, M. J., & Waddington, J. L. (1981). Neuroendocrine mechanisms and the aetiology of male and female homosexuality. The British Journal of Psychiatry, 139(4), 341-345. DOI:10.1192/bjp.139.4.341
- MacLaughlin, D. T. & Donahoe, P. K. (2004). Sex determination and differentiation. The New England Journal of Medicine, 350, pp. 367–78. DOI:10.1056/NEJMra022784
- Manning, J. T., Scutt, D., Wilson, J., Lewis-Jones, D. I. (1998). The ratio of 2nd to 4th digit length: a predictor of sperm numbers and concentration of testosterone, lutenizing hormone and oestrogen. Human Reproduction, 13(11), pp. 3000-3004. DOI:10.1093/humrep/13.11.3000
- Manning, J. T., Bundred, P. E., Newton, D. J., Flanagan, B. F. (2003). The second to fourth digit ratio and variation in the androgen receptor gene. Evolution and Human Behavior 24(6), pp. 399–405. DOI:10.1016/S1090-5138(03)00052-7
- Manning, J. T., Churchill, A. J. & Peters, M. (2007). The effects of sex, ethnicity, and sexual orientation on self-measured digit ratio (2D:4D). Archives of Sexual Behavior, 36(2), 223–233. DOI:10.1007/s10508-007-9171-6
- McFadden, D. (1993). A masculinizing effect on the auditory systems of human females having male co-twins. Proceedings of the National Academy of Sciences of The United States of America, 90(24), pp. 11900–11901.
- McFadden, D., & Pasanen, E. G. (1998). Comparison of the auditory systems of heterosexuals and homosexuals: Click-evoked otoacoustic emissions. Proceedings of the National Academy of Sciences of The United States of America, 95(5), pp. 2709–2713.
- McFadden, D., & Pasanen, E. G. (1999). Spontaneous otoacoustic emissions in heterosexuals, homosexuals, and bisexuals. Journal of the Acoustical Society of America, 105(4), pp. 2403-2413. DOI:10.1121/1.426845
- Meyer-Bahlburg, H. F., Ehrhardt, A. A. & Rosen, L. R. (1995). Prenatal estrogens and the development of homosexual orientation. Developmental Psychology, 31(1), pp. 12–21. DOI:10.1037/0012-1649.31.1.12
- Meyer-Bahlburg, H. F., Dolezal, C., Baker, S. W. & New, M. I. (2008). Sexual orientation in women with classical or non-classical congenital adrenal hyperplasia as a function of degree of prenatal androgen excess. Archives of Sexual Behavior, 37, pp. 85–99. DOI:10.1007/s10508-007-9265-1
- Morris, J. A., Jordan, C. J., Breedlove, S. M. (2004). Sexual differentiation of the vertebrate nervous systems. Nature Neuroscience 7, pp. 1034–1039. DOI:10.1038/nn1325
- Phoenix, C. H., Goy, R. W., Gerall, A. A., & Young, W. C. (1959). Organizing action of prenatally administered testosterone propionate on the tissues mediating mating behaviour in the female guinea pig. Endocrinology, 65, 369–382. DOI:10.1210/endo-65-3-369
- Rahman, Q. (2005). The neurodevelopment of human sexual orientation. Neuroscience & Biobehavioral Reviews, 29(7), pp. 1057–1066. DOI:10.1016/j.neubiorev.2005.03.002
- Savic, I., Garcia-Falgueras, A., & Swaab, D. F. (2010). Sexual differentiation of the human brain in relation to gender identity and sexual orientation. DOI:10.1016/B978-0-444-53630-3.00004-X In I. Savic (ed.), Sex Differences in the Human Brain, Their Underpinnings and Implications (pp. 41-62). New York, NY: Elsevier B.V. ISBN 978-0-444-53630-3
- Slater, E. (1958). The sibs and children of homosexuals. In D.R. Smith & W.M. Davidson (Eds.), Symposium on nuclear sex (Vol. 79, p. 83). London: Heinemann Medical Books.
- Slater, E. (1962). Birth order and maternal age of homosexuals. The Lancet, 279(7220), 69-71. DOI:10.1016/S0140-6736(62)91719-1
- Swaab, D. F. (2007). Sexual differentiation of the brain and behavior. Best Practice & Research Clinical Endocrinology & Metabolism, 21(3), pp. 431–44. DOI:10.1016/j.beem.2007.04.003
- Titus-Ernstoff, L., et al. (2003). Psychosexual characteristics of men and women exposed prenatally to diethylstilbestrol. Epidemiology, 14(2), pp. 155–60. DOI:10.1097/01.EDE.0000039059.38824.B2
- Tourney, G. (1980). Hormones and Homosexuality. In J. Marmor (ed.), Homosexual Behavior: A Modern Reappraisal (pp. 41-58). New York: Basic Books, Inc. ISBN 0-465-03045-9
- VanderLaan, D. P., Blanchard, R., Wood, H., Garzon, L. C. and Zucker, K. J. (2014). Birth weight and two possible types of maternal effects on male sexual orientation: A clinical study of children and adolescents referred to a Gender Identity Service. Developmental Psychobiology. DOI:10.1002/dev.21254
- Wallen, K. (2009). The organizational hypothesis: reflections on the 50th anniversary of the publication of Phoenix, Goy, Gerall, and Young (1959). Hormones and Behavior, 55, pp. 561–565. DOI:10.1016/j.yhbeh.2009.03.009

### На други езици
- Dörner, G. (1969). Zur Frage einer neuroendocrinen Pathogenese, Prophylaxe und Therapie angeborenen Sexualdeviationen. Deutsche Medizinische Wochenschrift, 94, pp. 390–6. DOI:10.1055/s-0028-1108963
- Jensch, K. (1941). Weiterer Beitrag zur Genealogie der Homosexualität. European Archives of Psychiatry and Clinical Neuroscience, 112(4), 679-696. DOI:10.1007/BF01814003